# Gladiatori di Roma
Gladiatori di Roma è un film d'animazione del 2012 diretto da Iginio Straffi. 
Realizzato in animazione digitale da Rainbow CGI, distribuito nelle sale da Medusa Film, è stato proiettato in Italia il 18 ottobre 2012 in 3D, ed in seguito portato nel resto d'Europa e negli Stati Uniti. Stando ai giornali americani, Gladiatori di Roma è stato prodotto con un budget di 45 milioni di dollari, risultando uno dei film italiani più costosi di sempre. Il lungometraggio ha incassato circa 10 milioni di dollari in tutto il mondo.
La sceneggiatura è stata scritta da Iginio Straffi (anche produttore del film, oltre che regista), con la collaborazione dello sceneggiatore americano Michael J. Wilson, già scrittore di film d'animazione quali L'era glaciale (2002) per Blue Sky Studios, e Shark Tale (2004) per DreamWorks Animation. Il film è anche conosciuto come Gladiatori di Roma 3D, e nel cast di doppiatori figurano personaggi noti al mondo dello spettacolo italiano quali Luca Argentero, Laura Chiatti, Belén Rodríguez e Michele Cucuzza.

## Trama
Il piccolo Timo, rimasto orfano a causa dell'eruzione del Vesuvio del 79 che distrusse Pompei, viene adottato da Chirone, generale della Roma imperiale. Inizia a conoscere Lucilla, figlia dell'uomo. I due crescono insieme e, quando la ragazza deve partire per la Grecia, la vita di Timo diventa triste e monotona. Nel frattempo inizia a frequentare così l'Accademia dei gladiatori, ma senza troppo impegno. Timo passa infatti le sue giornate con i suoi due amici Ciccius e Mauritius invece di seguire i duri allenamenti del patrigno.
Quando però Lucilla, figlia di Chirone, tornerà dalla Grecia, Timo farà di tutto per diventare un gladiatore modello affidandosi agli allenamenti estenuanti di Diana, affascinante quanto severa personal trainer.

## Personaggi
- Timo: rimasto orfano di entrambi i genitori durante la terribile eruzione di Pompei, è stato salvato da Chirone, che l'ha portato a Roma. Pur essendo cresciuto nell'Accademia di gladiatori più famosa della Capitale, Timo non sembra affatto interessato a diventare un gladiatore: amante della vita tranquilla, pur essendo dotato di grandi potenzialità non è affatto intenzionato a gareggiare e ad allenarsi, e preferisce essere uno spettatore più che un protagonista. La situazione inizierà però a cambiare quando Lucilla, la figlia di Chirone e primo amore del giovane che conosce dall'infanzia, non tornerà nel suo cuore; il distacco da lei lo ha segnato, rendendolo apatico e scansafatiche, ma il suo ritorno risveglierà in Timo la voglia di vivere e di lottare per conquistare il suo cuore. Alla fine, verrà perdonato da Chirone e da tutti.

- Lucilla: è la bella e intelligente figlia di Chirone. Dopo aver trascorso un lungo periodo in Grecia per studiare, viene richiamata a Roma perché viene promessa in sposa a Cassio, il migliore tra gli allievi dell'Accademia dei gladiatori, nonché nipote dell'imperatore Domiziano. La ragazza però non è affatto felice del suo destino, e preferisce prendere le distanze da Cassio e stare da sola, nonostante la presenza di Timo che confonde ulteriormente le sue idee per il proprio futuro.

- Diana: dea delle selve e della fauna, è una donna molto attraente, misteriosa, astuta e sempre sicura di sé. Addestra Timo cercando di fargli capire come sfruttare le sue grandi potenzialità: il segreto è essere sempre se stessi. Grazie al suo allenamento speciale, Diana riuscirà nell'arduo compito di trasformare Timo in un gladiatore, facendolo diventare un vero uomo. Ha una cavalla chiamata Petarda.

- Cassio: è l'antagonista del film, il miglior combattente dell'Accademia, ricco e bello, e soprattutto il nipote dell'imperatore Domiziano. È un tipo vanitoso ed estremamente egocentrico e crede di essere il migliore, ma prova anche un gusto sadico nel tormentare, i gladiatori meno forti (tra tutti Mauritius), se necessario con la violenza. Vuole a tutti i costi Lucilla, non perché realmente innamorato di lei, ma semplicemente perché la considera un gran bel trofeo da sfoggiare; del pari, odia particolarmente Timo per le sue potenzialità, perché è l'unico che potrebbe dargli del filo da torcere nel torneo dei gladiatori. Nel combattimento finale si cospargerà troppo il corpo con la pozione di Circe, trasformandosi in un Minotauro, ma verrà sconfitto e punito. Durante i titoli di coda, mentre è occupato a scusarsi con Chirone per i suoi danni e imbrogli, gli salva la vita dalla freccia scagliata da Diana, sollevandolo da terra.

- Chirone: è il padre di Lucilla e padre adottivo di Timo, è un vecchio gladiatore in pensione che ha dedicato tutta la sua vita ai combattimenti. La sua scuola è la più grande di Roma e la più famosa. Severissimo ma giusto, Chirone guida con fermezza la sua accademia per Gladiatori. Insegna a combattere contando sulla propria intelligenza e prestanza fisica rifiutando assolutamente ogni forma di magia. Mentre con Lucilla si comporta da padre assennato (anche se a volte un po' autoritario), con Timo non riesce a trovare il modo di comunicare: l'apatia del ragazzo lo manda sempre su tutte le furie. Alla fine, però, capirà di aver sbagliato tutto, nei confronti di Timo.

- Grubbo: è il coniglio di Lucilla, alla quale sta molto a cuore. Quando la ragazza se n'è andata in Grecia l'ha lasciato in custodia al padre e i due si sono cordialmente odiati. Grubbo si accanisce non solo nel tormentare Chirone, ma anche Cassio e lo fa per puro divertimento. L'unico che sembra apprezzare è Timo.

- Petarda: è la cavalla di Diana. Dotata di intelletto, ha un carattere talvolta scontroso e riluttante. Deve il nome a causa del suo quasi continuo tirare flatulenze. Inizialmente odia Timo, ma alla fine del film aiuta quest'ultimo a vincere la gara.

- Mauritius e Ciccius: sono i due amici storici di Timo. Mauritius, piccolo e mingherlino ma anche scattante e dal cuore d'oro, è fermamente deciso a diventare un grande gladiatore, ma nonostante ce la metta davvero tutta, difficilmente riuscirà nell'intento a causa della sua stazza. Ciccius invece è grosso, tranquillo, timido e a volte un po' lento nel capire le cose. È inoltre estremamente sincero, tanto che spesso dice cose crudelissime a chiunque senza alcun filtro, più per mancanza di tatto che per vera cattiveria.

- Domiziano: è l'imperatore e zio di Cassio. Ricchissimo, potentissimo e anche molto irascibile, e soprattutto appassionato di combattimenti, di cui è un grande esperto, vorrebbe personalmente inaugurare il Colosseo, ma è da sedici anni che aspetta questo momento a causa dei continui crolli del monumento, tanto che nessuno osa parlare del Colosseo in sua presenza.

- Circe: è la nonna di Ciccius, brutta e potente come una strega. Vive nel bel mezzo di una palude, in una casupola in cui conserva preziosi alambicchi e strani oggetti magici. È specializzata in pozioni ed è lei a preparare l'intruglio che prima metterà Timo nei guai, e poi gli farà vincere il torneo. È anche una tifosa sfegatata dei combattimenti gladiatori e per questo si riserva sempre un "posto d'onore" al Colosseo durante il grande torneo di inaugurazione.

- Baby Gladiatori: una sorta di "baby gang" scanzonata, è composta da fans sfegatati dei gladiatori, che però sono anche autentici monelli sempre pronti a far scherzi agli aspiranti gladiatori, soprattutto quelli che risultano essere i meno validi. Il loro bersaglio preferito è Timo, che atterranno con facilità quando meno se lo aspetta, ma alla fine se la prenderanno con Cassio, il vero colpevole.

## Doppiaggio
I doppiatori sono stati diretti nello studio di doppiaggio Royfilm da Francesco Vairano, che ne ha anche curato i dialoghi italiani.

## Colonna sonora
Le musiche in sottofondo sono composte da Bruno Zambrini.
1. You Spin Me Round (like a Record)
2. The Final Countdown - Europe
3. The Best
4. Everyday
5. Tears and Rain - James Blunt